# Martin Melchers
Martin Melchers (Amsterdam, 2 oktober 1944) is een Nederlandse stadsecoloog en schrijver.
Martin Melchers werd in Amsterdam Oud-West geboren. Hij studeerde fysiotherapie, en werkte van 1972 tot 1985 als fysiotherapeut bij de GG&GD bij de gemeente Amsterdam en van 1985 tot 2004 als fysiotherapeut bij Stichting Flevohuis.
Van kleins af aan brengt hij zijn vrije tijd door in de natuur in en rondom Amsterdam. Eind jaren tachtig kwam zijn eerste boek uit: Haring in het IJ. Melchers is autodidact in de stadsecologie waarvan hij vindt dat de opleiding een leven lang duurt met de natuur als leermeesteres. In 1992 werd hij gevraagd om te komen werken als stadsecoloog bij de gemeente Amsterdam.

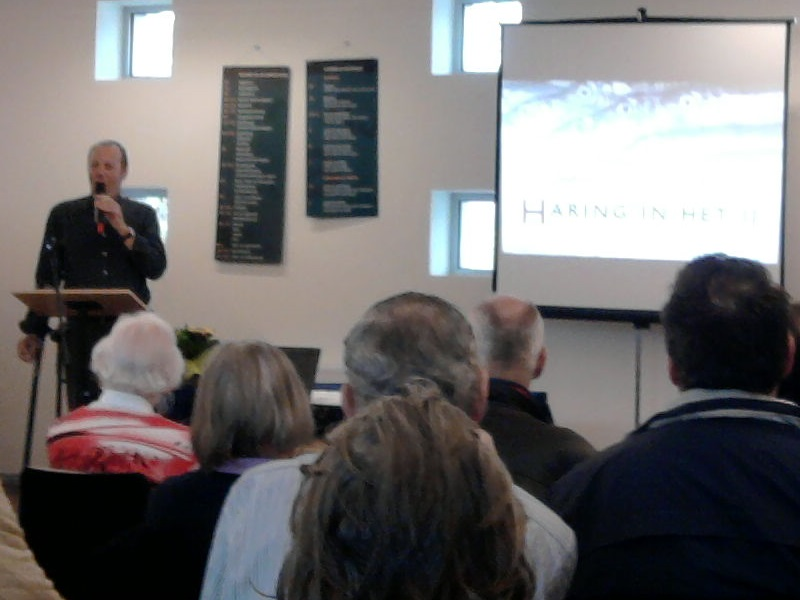
Melchers over Haring in het IJ in 2011

Bij zijn afscheid door zijn pensioen bij de gemeente in november 2009 kwam een documentaire film Haring in het IJ uit, die Melchers met Merel Westrik had gemaakt, en werd hij onderscheiden als Ridder in de Orde van Oranje-Nassau.
In september 2015 ging de documentaire 'Amsterdam Wildlife' in première in de Amsterdamse bioscoop Tuschinski. Deze film is ook gemaakt in samenwerking met Merel Westrik, en draaide daarna bij het Eye Filmmuseum tot 8 december 2018. Het bereikte 14.000 kijkers en kreeg daardoor als filmprijs de Kristallen Film.
In 2021 werd hij voor zijn werkzaamheden voor de stadsnatuur onderscheiden met de Heimans en Thijsse Prijs.